# Doraemon: Nobita thám hiểm vùng đất mới
Doraemon: Nobita thám hiểm vùng đất mới (Nhật: ドラえもん のび太の大魔境 n.đ. Doraemon: Vùng đất kì bí của Nobita) là một phim điện ảnh anime thể loại khoa học viễn tưởng và phiêu lưu sản xuất năm 1982 của đạo diễn Nishimaki Hideo, nằm trong loạt manga và anime Doraemon. Đây là phim chủ đề thứ ba của anime Doraemon. Trước khi chính thức công chiếu vào tháng 3 năm 1982, tác giả Fujiko F. Fujio đã cho đăng tiếp toàn bộ nội dung truyện trên tạp chí CoroCoro Comic do nhà xuất bản Shogakukan ấn hành, sau đó được xuất bản dưới dạng tankōbon vào năm 1985. Nội dung truyện phim kể về chuyến thám hiểm của Nobita và những người bạn đến vương quốc loài chó ở khu rừng sương muối châu Phi.
Sau khi công chiếu tại Nhật Bản, Toho đã phân phối Doraemon: Nobita no Daimakyō dưới dạng VHS, Betamax và DVD, đồng thời được trình chiếu tại Hồng Kông, Đài Loan và Tây Ban Nha. Tại Việt Nam, Doraemon: Nobita no Daimakyō được giới thiệu trước tiên qua phiên bản manga bởi Nhà xuất bản Kim Đồng dưới tựa Pho tượng thần khổng lồ.. Công ty Điện ảnh Thành phố Hồ Chí Minh & Hãng phim Phương Nam phát hành phim bằng hình thức VCD không có bản quyền thuyết minh tiếng Việt. Năm 2014, một phiên bản làm lại với chất lượng hoạt họa cao hơn ra mắt dưới nhan đề Shin • Nobita no Daimakyō ~Peko to 5-nin no Tankentai~.

## Nội dung
Nobita tình cờ gặp một chú chó kì lạ và đặt tên cho nó là Bụng Rỗng (Peko). Chú chó này đã tìm ra một bức ảnh vệ tinh về một vùng đất bí ẩn ở châu Phi. Cả nhóm Doraemon quyết định lên đường khám phá vùng đất ấy. Không may, Cánh cửa thần kì ở sân bóng bị đốt cháy, cả nhóm không trở về được. Cả bọn phải cố gắng vượt qua sông Aguagu, Thác Temu, vực Odoron. Lúc này, Bụng Rỗng mới nhận mình là hoàng tử Kuntaku (Khinthắt) của Vương quốc Bovan toàn là chó, đã thoát chết trong cuộc đảo chính của quân phản loạn Dabranda. Nhờ may mắn, họ đã được bác Burs, Chipo (Xítpôn) kể lại tình hình chiến sự của bọn lính tay sai của tên Dabranda. Họ cùng nhau chiến đấu với bè lũ tay sai của Dabranda. Với sự giúp đỡ của nhóm Doraemon đến từ tương lai, họ đến lay động trái tim vị thần khổng lồ và pho tượng ấy đã giúp cả nhóm và Kuntaku phá tan bè lũ Dabranda. Đất nước Bovan được hòa bình, cả nhóm Doraemon trở về nhà bằng Cánh cửa thần kì của nhóm Doraemon đến từ tương lai và quay trở về quá khứ để ứng nghiệm lời tiên tri của hoàng tộc Kuntaku.

## Sản xuất
Doraemon: Nobita no Daimakyō do Nishimaki Hideo đạo diễn, Fujiko F. Fujio viết kịch bản và Kikuchi Shunsuke soạn nhạc, công chiếu vào ngày 13 tháng 3 năm 1982 với thời lượng 92 phút. Bài hát mở đầu phim là "Doraemon no Uta" (ドラえもんのうた, dịch nghĩa "Bài hát về Doraemon") do Ōsugi Kumiko trình bày và ca khúc kết thúc phim là "Dakara Minna de" (だからみんなで, dịch nghĩa "Vì còn có các bạn") do Makoto Iwabuchi trình bày. Một trailer giới thiệu được công bố trước đó và ngày nay vẫn có thể xem trên website chính thức của phim Doraemon. Toho đã phân phối phim tại Nhật Bản dưới dạng băng VHS và Betamax phát bằng chất lượng âm thanh mono, về sau Toho tái phát hành phim dưới dạng đĩa lade. và VHS. Ngày 4 tháng 3 năm 1998, Pony Canyon tiếp nối phân phối phim dưới dạng VHS, và đến ngày 4 tháng 7 năm 2001 cũng chính công ty này lần đầu cho ra mắt định dạng DVD của Nobita no Daimakyō. Ngày 6 tháng 8 năm 2004, Shogakukan cũng cho ra mắt định dạng DVD của phim, và tái phát hành với giá ưu đãi năm 2010 nhân dịp kỉ niệm 30 công chiếu phim điện ảnh Doraemon.
Sau khi công chiếu tại Nhật Bản, Nobita no Daimakyō tiếp tục được giới thiệu ở một số quốc gia khác. Phim đã công chiếu ở các rạp tại Hồng Kông vào ngày 23 tháng 2 năm 1989. Tại Tây Ban Nha, Luk Internation cấp phép dưới định dạng DVD vào ngày 16 tháng 6 năm 2010. Nobita no Daimakyō cũng được ra mắt ở Đài Loan dưới định dạng VHS lồng tiếng Trung và ở Việt Nam dưới định dạng VCD thuyết minh tiếng Việt bởi Công ty Điện ảnh Thành phố Hồ Chí Minh (nay là Công ty Cổ phần Truyền thông - Điện ảnh Sài Gòn).

## Lồng tiếng
| Nhân vật         | Diễn viên lồng tiếng |
| ---------------- | -------------------- |
| Doraemon         | Ōyama Nobuyo         |
| Nobita           | Ohara Noriko         |
| Minamito Shizuka | Nomura Michiko       |
| Jaian            | Tatekabe Kazuya      |
| Suneo            | Kimotsuki Kaneta     |
| Bố Nobita        | Naka Yōsuke          |
| Mẹ Nobita        | Chijimatsu Sachiko   |
| Dekisugi         | Shirakawa Sumiko     |
| Peko/Kuntaku     | Shimizu Mari         |
| Supiana          | Youko Kuri           |
| Chipo            | Sugiyama Kazuko      |
| Brus             | Murase Masahiko      |
| Dabranda         | Takiguchi Junpei     |
| Kosu             | Nagai Ichirô         |
| Saberu           | Shibata Hidekatsu    |

## Truyền thông

Bìa manga Nobita no Daimakyō tại Nhật Bản bởi Shogakukan vào năm 1985

Tháng 9 năm 1981, Fujiko F. Fujio cho đăng toàn bộ manga Nobita no Daimakyō, kéo dài sáu kỳ từ số tháng 9 năm 1981 đến số tháng 2 năm 1982 của CoroCoro Comic. Ngày 28 tháng 8 năm 1985, tankōbon biên tập lại các chương trước đó được Shogakukan ra mắt dưới ấn hiệu Tentomushi Comics, trở thành tập thứ ba của loạt manga Daichōhen Doraemon (大長編ドラえもん, Doraemon truyện dài). Tháng 9 năm 2010, Nobita no Daimakyō tái xuất hiện trong quyển đầu tiên của tuyển tập Fujiko F. Fujio Toàn tập (藤子・Ｆ・不二雄大全集 Fujiko F. Fujio Daizenshū) dành cho loạt Daichōhen. Tháng 3 năm 2014, Shogakukan đã tái bản tác phẩm dưới dạng ấn bản điện ảnh đặc biệt hoàn toàn khác so với các lần phát hành trước đây.
Manga Nobita no Daimakyō được Nhà xuất bản Kim Đồng ấn hành lần đầu tại Việt Nam vào năm 1993 với tên Pho tượng thần khổng lồ. Tựa của bộ truyện phiên âm thành Đôrêmon còn tên nhân vật được sửa đổi cho quen thuộc với cách đọc của thiếu nhi Việt Nam (xem thêm: Doraemon tại Việt Nam). Sau năm 1996, với việc ký kết bản quyền phát hành Đôrêmon ở Việt Nam, trở thành tập thứ ba trong loạt Truyện dài Đôrêmon tương ứng với loạt Daichōhen Doraemon ở Nhật Bản. Từ năm 2010, sau khi Kim Đồng tái phát hành bộ truyện Doraemon mới trong đó đổi lại tựa đề, tên nhân vật cũng như bản dịch trên tinh thần bám sát nguyên tác, nhan đề tập truyện cũng được thay thành Nobita thám hiểm vùng đất mới. Là một phần của bộ truyện tranh nổi tiếng có những tác động văn hóa nhất định ở Việt Nam, Nobita thám hiểm vùng đất mới đã trải qua nhiều lần tái bản. Kim Đồng cũng phát hành ấn bản truyện màu hình họa từ phim anime  Tập truyện này cũng được mua bản quyền phát hành tại Thái Lan bởi Nation Edutainment,] tại Đài Loan bởi Nhà xuất bản Thanh Văn, tại Hồng Kông bởi Culturecom Holdings. và tại Mỹ bởi Shogakukan Inc.